# 官山岛 (苍南)
苍南官山岛是中國大陸浙江省苍南县东部沿海诸岛之一，位于浙江省蒼南縣大渔镇以南4.5公里处。陆域面积1.3347平方千米，岸线长度8.64千米，最高点高程153.0米，有国家测绘局地标标志。四周为浅水渔场，紫菜、贻贝等养殖业较发达。有冰厂、油库、庙宇等设施。岛上现有少量居民，无行政建制。时有游客到访。
明王朝天啟年時南明招讨大将军、延平郡王郑成功曾有在此駐軍記錄。